# Likelihood ratio (epidemiologie)
Een likelihood ratio (LR) of aannemelijkheidsquotiënt is in de testtheorie de verhouding van twee geschatte aannemelijkheden. Enerzijds de proportie van onderzochte personen die aan de door de test onderzochte ziekte lijden en een bepaalde testuitslag hebben en anderzijds de proportie van de personen die niet aan de door de test onderzochte ziekte lijden en dezelfde testuitslag hebben. De genoemde proporties zijn schattingen van de kans dat iemand die aan de onderzochte ziekte lijdt, een bepaalde testuitslag (positief of negatief) heeft, en van de kans dat iemand die niet aan de onderzochte ziekte lijdt, dezelfde testuitslag heeft. 
Stel bijvoorbeeld dat onderzocht wordt hoe een bepaalde test geschikt is om een ziekte Z te detecteren. Het resultaat van een test met 100 zieke en 100 gezonde personen staat in de volgende 2×2-tabel (vierveldentabel):
|               | testpersoon lijdt     | testpersoon lijdt     |
|               | aan ziekte Z          | niet aan ziekte Z     |
| ------------- | --------------------- | --------------------- |
| testuitslag + | 60 (terecht positief) | 30 (foutpositief)     |
| testuitslag – | 40 (foutnegatief)     | 70 (terecht negatief) |
| totaal        | 100                   | 100                   |
Hoe aannemelijk is het nu dat bij een positieve uitslag van de test een onderzochte persoon al dan niet ziek is? Die aannemelijkheden worden gegeven door de proportie positieve testuitslagen bij de lijders aan Z en bij degenen die niet aan Z lijden. De proportie positieve testuitslagen bij de lijders aan Z is 60/100 = 0,6. Bij de gezonde testpersonen is deze proportie 30/100 = 0,3. Daaruit volgt dat in dit geval de positieve likelihood ratio een waarde heeft van:
{\displaystyle {\text{LR}}_{+}={\tfrac {0{,}6}{0{,}3}}=2}
Op analoge wijze volgt voor de negatieve likelihood ratio: 
{\displaystyle {\text{LR}}_{-}={\tfrac {0{,}4}{0{,}7}}=0{,}57}
De relevante grootheden in een testsituatie zijn:
{\displaystyle P(+|Z)}, de sensitiviteit: de kans op een positieve uitslag voor iemand die lijdt aan de ziekte Z
{\displaystyle P(+|{\bar {Z}})}: de kans op een positieve uitslag voor iemand die niet lijdt aan de ziekte Z
{\displaystyle P(-|Z)=1-P(+|Z)}: de kans op een negatieve uitslag voor iemand die lijdt aan de ziekte Z
{\displaystyle P(-|{\bar {Z}})=1-P(+|{\bar {Z}})}, de specificiteit: de kans op een negatieve uitslag voor iemand die niet lijdt aan de ziekte Z
Van belang zijn de kansen
{\displaystyle P(Z|+)} de kans dat iemand lijdt aan Z bij een positieve uitslag
{\displaystyle P({\bar {Z}}|-)} de kans dat iemand niet lijdt aan Z bij een negatieve uitslag
De (ware) likelihood ratio kan uitgedrukt worden in de sensitiviteit en de specificiteit van de test, want
{\displaystyle {\text{LR}}_{+}={\frac {P(+|Z)}{P(+|{\bar {Z}})}}={\frac {\text{sensitiviteit}}{1-{\text{specificiteit}}}}}
en
{\displaystyle {\text{LR}}_{-}={\frac {P(-|Z)}{P(-|{\bar {Z}})}}={\frac {1-{\text{sensitiviteit}}}{\text{specificiteit}}}}
De likelihood ratio is een maat voor de sterkte van de voorspellende waarde van de test.   De test heeft een positief voorspellende waarde als de posttestwaarschijnlijkheid van ziekte groter is dan de pretestwaarschijnlijkheid van ziekte, d.w.z. als
{\displaystyle P(Z|+)>P(Z)}, wat het geval is als {\displaystyle {\text{LR}}_{+}>1}
en een negatief voorspellende waarde als 
{\displaystyle P(Z|+)<P(Z)}, wat het geval is als {\displaystyle {\text{LR}}_{+}<1}
Omdat {\displaystyle P(Z)+P({\bar {Z}})=1}, blijkt dit uit de relatie:
{\displaystyle P(Z|+)={\frac {P(Z)}{P(Z)+{\frac {1}{{\text{LR}}_{+}}}P({\bar {Z}})}}}
Praktisch is een test alleen nuttig als de waarde van de likelihood ratio veel groter of veel kleiner is dan een. Waarden groter dan 10 of kleiner dan 0,1 worden wel beschouwd als indicatief voor de praktische toepasbaarheid van de test. Hier is wel enige terughoudendheid geboden, vanwege het effect van de pretestwaarschijnlijkheid van ziekte op de posttestwaarschijnlijkheid van ziekte. 
Zo  zal een LR+ = 10 bij een pretestwaarschijnlijkheid van 1% slechts resulteren in een posttestwaarschijnlijkheid van 9%, terwijl een LR+ = 3 bij een pretestwaarschijnlijkheid van 85% zal resulteren in een posttestwaarschijnlijkheid van 94%. Deze 94% kunnen dan voldoende geacht worden om tot een diagnose of een behandeling over te gaan, terwijl dit niet het geval zal zijn bij genoemde lage pretestwaarschijnlijkheid ondanks een veel hogere LR+. 
De vierveldentabel die de frequenties bevat waarmee de likelihood ratio moet berekend worden moet zo geconstrueerd zijn dat de positieve predictieve waarde groter is dan de prevalentie. 